# Alectis
Alectis is een geslacht van vissen uit de familie van horsmakrelen (Carangidae), orde baarsachtigen (Perciformes).

## Soorten
Er zijn van dit geslacht drie soorten bekend:
- Alectis alexandrina (É. Geoffroy, 1817)
- Alectis ciliaris (Bloch, 1787) – Afrikaanse pompano
- Alectis indica (Rüppell, 1830)